# Crataegus stenosepala
Crataegus stenosepala är en rosväxtart som beskrevs av Charles Sprague Sargent. Crataegus stenosepala ingår i Hagtornssläktet som ingår i familjen rosväxter. Inga underarter finns listade i Catalogue of Life.